# Nemmersdorf (Goldkronach)
Nemmersdorf ist ein Gemeindeteil der Stadt Goldkronach im Landkreis Bayreuth (Oberfranken, Bayern). Die Gemarkung Nemmersdorf hat eine Fläche von 6,845 km². Sie ist in 773 Flurstücke aufgeteilt, die eine durchschnittliche Fläche von 8854,74 m² haben. In ihr liegen neben dem namensgebenden Ort die Gemeindeteile  Friedrichsloh, Goldner Hirsch, Haag, Heidelleithen, Konradswiese, Kreuzstein, Kühleithen, Pfarrloh, Pfergacker, Pöllersdorf, Reuth, Saas, Sommerleithen und Ziegelhütte.

## Geografie
Durch das Pfarrdorf fließt der Saulochbach, ein linker Zufluss der Kronach. Es ist unmittelbar von Acker- und Grünland umgeben und liegt am Westhang eines Höhenzuges des Fichtelgebirges in der Goldkronacher Forst. Die Kreisstraße BT 12 führt an der Ziegelhütte vorbei zur Staatsstraße 2163 bei Goldkronach (1,3 km nördlich) bzw. an Kreuzstein vorbei zur Staatsstraße 2181 bei Untersteinach (2,7 km südlich). Gemeindeverbindungsstraßen führen Die BT 12 kreuzend nach Forthof (0,7 km westlich), ebenfalls die BT 12 kreuzend nach Pöllersdorf (1 km südwestlich), nach Haag (0,7 km nordöstlich) und nach Reuth (0,7 km südöstlich).

## Geschichte
Eine erste urkundliche Erwähnung erfolgte 1149 mit „Friderich von Nedemarestorf“. Der Ort fiel zunächst an das Bistum Bamberg, ehe es ähnlich wie Goldkronach zum Besitz der Grafen von Orlamünde zählte. Nachfolger waren die Markgrafen von Bayreuth, die örtliche Adelsgeschlechter mit dem Besitz belehnten, hauptsächlich die Schütz von Laineck. Spätere Besitzer waren die von Reitzenstein.
Zur Realgemeinde Nemmersdorf gehörten Konradswiese, Kühleithen, Pfarrloh und Ziegelhütte. Gegen Ende des 18. Jahrhunderts bestand Nemmersdorf mit Kühleithen und Ziegelhütte aus 71 Anwesen. Die Hochgerichtsbarkeit sowie die Dorf- und Gemeindeherrschaft stand dem bayreuthischen Stadtvogteiamt Goldkronach zu. Grundherren waren
- das Rittergut Nemmersdorf: Schloss mit Schlossgut;
- die Amtsverwaltung Nemmersdorf: 1 Höflein, 2 Halbhöflein, 8 Söldengüter, 1 Halbgut, 1 Halbsöldengut, 1 Mahlmühle, 1 Tropfhaus mit Wirtschaft, 1 Ziegelhütte, 1 Wohnhaus mit Schmiedgerechtigkeit, 1 Wohnhaus mit Zapfenschenkgerechtigkeit, 22 Tropfhäuser, 12 Häuser, 5 Wohnhäuser, 1 Kellerhaus;
- die Hofkanzlei Bayreuth: 1 Tropfhaus mit Zapfenschenke, 1 Kellerhaus, 2 Häuser, 1 Tropfhäuslein;
- die Pfarrei Nemmersdorf: 6 Sölden;
- das Gotteshaus Nemmersdorf: 1 Sölde.[7]

Von 1797 bis 1810 unterstand Nemmersdorf dem Justiz- und Kammeramt Gefrees. Nachdem im Jahr 1810 das Königreich Bayern das Fürstentum Bayreuth käuflich erworben hatte, wurde der Ort bayerisch. Infolge des Ersten Gemeindeedikts wurde 1812 der Steuerdistrikt Nemmersdorf gebildet. Zu diesem gehörten Goldner Hirsch, Haag, Konradswiese,  Kühleithen, Pfarrloh, Pöllersdorf, Reuth, Saas, Sommerleithen und Ziegelhütte. Zugleich entstand die Ruralgemeinde Nemmersdorf, zu der Goldener Hirsch, Haag, Konradswiese, Kühleiten, Pfarrloh, Saas, Sommerleithen und Ziegelhütte gehörten. Sie war in Verwaltung und Gerichtsbarkeit dem Landgericht Gefrees zugeordnet und in der Finanzverwaltung dem Rentamt Gefrees. In der freiwilligen Gerichtsbarkeit unterstanden 21 Anwesen bis 1830 dem Patrimonialgericht Nemmersdorf. Mit dem Zweiten Gemeindeedikt (1818) wurden die Gemeinden Pöllersdorf und Reuth eingegliedert. 1840 wurde die Gemeinde Nemmersdorf an das Landgericht Berneck und an das Rentamt Marktschorgast überwiesen (1919 in Finanzamt Marktschorgast umbenannt). Ab 1862 gehörte Nemmersdorf zum Bezirksamt Berneck. Die Gerichtsbarkeit blieb beim Landgericht Berneck (1879 in Amtsgericht Berneck umgewandelt). 1929 wurde die Gemeinde schließlich an das Bezirksamt Bayreuth (1939 in Landkreis Bayreuth umbenannt) und das Finanzamt Bayreuth abgegeben. 1964 hatte die Gemeinde eine Gebietsfläche von 6,827 km². Im Zuge der Gebietsreform in Bayern wurde die Gemeinde Nemmersdorf am 1. Juli 1972 in Goldkronach eingegliedert.

### Bau- und Naturdenkmäler
Ortsbildprägend ist die Pfarrkirche mit Pfarrhof, Pfarrgarten, dem Schul- und Kantoratsgebäude als Torhaus und dem angrenzenden Schloss Nemmersdorf. Sehenswert ist auch die Grabplatte des Pfarrers Ulmer aus Sandstein von 1827, der sich außerhalb des Friedhofs bestatten ließ. Dorflinde und Siegeseiche sind Naturdenkmäler.

### Einwohnerentwicklung
Gemeinde Nemmersdorf
| Jahr      | 1818  | 1840   | 1852   | 1855   | 1861   | 1867   | 1871   | 1875   | 1880   | 1885   | 1890   | 1895   | 1900   | 1905   | 1910   | 1919   | 1925   | 1933   | 1939   | 1946   | 1950   | 1952   | 1961  | 1970   |
| Einwohner | 576   | 699    | 771    | 760    | 755    | 778    | 726    | 754    | 794    | 780    | 697    | 714    | 609    | 614    | 645    | 612    | 598    | 568    | 587    | 708    | 730    | 695    | 625   | 552    |
| Häuser    | 92    |        |        |        |        |        | 121    |        |        | 114    | 121    |        | 116    |        |        |        | 114    |        |        |        | 109    |        | 113   |        |
| Quelle    | [ 8 ] | [ 13 ] | [ 13 ] | [ 13 ] | [ 14 ] | [ 15 ] | [ 16 ] | [ 17 ] | [ 18 ] | [ 19 ] | [ 20 ] | [ 13 ] | [ 21 ] | [ 13 ] | [ 22 ] | [ 13 ] | [ 23 ] | [ 24 ] | [ 24 ] | [ 24 ] | [ 25 ] | [ 24 ] | [ 9 ] | [ 26 ] |

Ort Nemmersdorf
| Jahr      | 001818 | 001819 | 001861 | 001871 | 001885 | 001900 | 001925 | 001950 | 001961 | 001970 | 001987 |
| Einwohner | 370    | *460   | 492    | 471    | 489    | 379    | 367    | 500    | 440    | 401    | 493    |
| Häuser    | 59     |        |        |        | 75     | 77     | 73     | 70     | 76     |        | 127    |
| Quelle    | [ 8 ]  | [ 27 ] | [ 14 ] | [ 16 ] | [ 19 ] | [ 21 ] | [ 23 ] | [ 25 ] | [ 9 ]  | [ 26 ] | [ 1 ]  |

## Religion
Nemmersdorf ist Sitz einer Pfarrei und seit der Reformation evangelisch-lutherisch geprägt.